# Pierre-Émile D'Anjou
Pierre-Émile D'Anjou (né le 15 janvier 1859 à Rimouski, mort le 27 septembre 1937 dans la même ville) est un homme politique canadien, député libéral de Rimouski (1907-1912) et maire du Bic (1869-1897 et 1906-1914).

## Biographie
Fils de Nazaire D'Anjou, cultivateur, et de Marie-Louise Lévesque, Pierre-Émile D’Anjou devient marchand au Bic, tout en possédant aussi des commerces à Saint-Simon, à Saint-Fabien, à Nazareth et à Rimouski.
Il entre en politique en tant que conseiller municipal puis maire du Bic, charge qu'il exerce de février 1896 à janvier 1897, puis de février 1906 à décembre 1914. Il fait le saut à l'échelon provincial à l'occasion de la partielle de 1907 dans Rimouski, déclenchée à la suite de la démission d'Auguste Tessier.
Candidat pour le Parti libéral du Québec il est élu avec 91 voix d'avance sur le candidat conservateur. Il se représente l'année suivante, à l'occasion des élections générales de 1908, et est cette fois très largement élu (71 % des suffrages) face à l'ancien député conservateur Louis-Napoléon Asselin. Il siège durant tout le mandat mais ne se représente pas en élections générales de 1912 et laisse la place à Auguste-Maurice Tessier, fils de son prédécesseur.
Il reprend alors son activité de marchand et il crée la maison P.-E. D'Anjou et Fils à Rimouski en 1920. Il prend sa retraite six ans plus tard.
En 1921 il reçoit le titre de commandeur de l'Ordre de Saint-Grégoire-le-Grand.
Il est mort à Rimouski, le 27 septembre 1937, à l'âge de 78 ans et 8 mois. Il est inhumé au Bic, dans le cimetière de la paroisse Sainte-Cécile.

## Résultats électoraux
|                                                                                              | Nom                            | Parti        | Nombre de voix | %     | Maj.  |
| -------------------------------------------------------------------------------------------- | ------------------------------ | ------------ | -------------- | ----- | ----- |
|                                                                                              | Pierre-Émile D’Anjou (sortant) | Libéral      | 1 812          | 71 %  | 1 072 |
|                                                                                              | Louis-Napoléon Asselin         | Conservateur | 740            | 29 %  | -     |
| Total                                                                                        | Total                          | Total        | 2 552          | 100 % |       |
| Le taux de participation lors de l'élection était de 75,2 % et 29 bulletins ont été rejetés. |                                |              |                |       |       |

|                                                                                              | Nom                  | Parti   | Nombre de voix | %      | Maj. |
| -------------------------------------------------------------------------------------------- | -------------------- | ------- | -------------- | ------ | ---- |
|                                                                                              | Pierre-Émile D’Anjou | Libéral | 1 334          | 51,8 % | 91   |
|                                                                                              | Henri-Romuald Fiset  | Libéral | 1 243          | 48,2 % | -    |
| Total                                                                                        | Total                | Total   | 2 577          | 100 %  |      |
| Le taux de participation lors de l'élection était de 75,9 % et 30 bulletins ont été rejetés. |                      |         |                |        |      |